# Acacia decipiens
Acacia decipiens är en ärtväxtart. Acacia decipiens ingår i släktet akacior, och familjen ärtväxter. Utöver nominatformen finns också underarten A. d. major.